# Conus niederhoeferi
Espèce
Conus niederhoeferi est une espèce de mollusques gastéropodes marins de la famille des Conidae.
Comme toutes les espèces du genre Conus, ces escargots sont prédateurs et venimeux. Ils sont capables de « piquer » les humains et doivent donc être manipulés avec précaution, voire pas du tout.

## Description
La taille de la coquille atteint 35 mm.

## Distribution
Cette espèce marine est présente dans la mer de Chine orientale.

## Taxonomie

### Publication originale
L'espèce Conus niederhoeferi a été décrite pour la première fois en 2012 par les malacologistes Éric Monnier (d) (1953-), Loíc Limpalaër et Felix Lorenz (d) dans « Acta Conchyliorum »,.

### Synonymes
- Conus (Phasmoconus) niederhoeferi (Monnier, Limpalaër & Lorenz, 2012) · appellation alternative
- Phasmoconus niederhoeferi Monnier, Limpalaër & Lorenz, 2012 · non accepté